# Hans F. K. Günther
Hans Friedrich Karl Günther (16 de fevereiro de 1891 – 25 de setembro de 1968) foi um escritor alemão, um defensor do racismo científico e um eugenista na República de Weimar e no Terceiro Reich. Ele também era conhecido como Race Günther (Rassengünther) ou Race Pope (Rassenpapst). Ele é considerado uma grande influência no pensamento racialista nazista. Ele lecionou nas universidades de Jena, Berlim e Freiburg, escrevendo vários livros e ensaios sobre teoria racial. Günther'sShort Ethnology of the German People (1929) foi uma exposição popular do Nordicismo. Em maio de 1930, ele foi nomeado para uma nova cadeira de teoria racial em Jena. Ele se juntou ao Partido Nazista em 1932 como o único teórico racial líder a se juntar ao partido antes de assumir o poder em 1933.

## Vida e carreira
Günther era filho de um músico. Ele estudou linguística comparada na Albert Ludwigs University em Freiburg, mas também assistiu a palestras sobre zoologia e geografia. Em 1911, ele passou um semestre na Sorbonne, em Paris. Ele concluiu o doutorado em 1914. No mesmo ano, alistou-se na infantaria com a eclosão da Primeira Guerra Mundial, mas adoeceu e foi hospitalizado. Ele foi declarado impróprio para o combate, então, para compensar sua incapacidade de lutar, serviu na Cruz Vermelha.
Em 1919, após o fim da guerra, iniciou a carreira de escritor. Ele escreveu uma obra polêmica intitulada "O cavaleiro, a morte e o demônio: a ideia heróica", uma reformulação da tradição do romantismo völkisch-nacionalista alemão em uma forma de "nacionalismo biológico". Heinrich Himmler ficou muito impressionado com este livro. Em 1922, Günther estudou na Universidade de Viena enquanto trabalhava em um museu em Dresden. Em 1923 mudou-se para a Escandinávia para viver com sua segunda esposa, que era norueguesa. Ele recebeu prêmios científicos da Universidade de Uppsala e da Suécia Instituto de Biologia Racial, dirigido por Herman Lundborg. Na Noruega, ele conheceu Vidkun Quisling. Em maio de 1930, ele foi nomeado para a Universidade de Jena por Wilhelm Frick, que se tornou o primeiro-ministro NSDAP em um governo estadual quando foi nomeado ministro da educação no governo de coalizão de direita formado em Thuringen após uma eleição em dezembro de 1929. Em 1935 tornou-se professor na Universidade de Berlim, ensinando ciência racial, biologia humana e etnografia rural. De 1940 a 1945, ele foi professor na Universidade Albert Ludwigs.
Ele recebeu várias homenagens durante o Terceiro Reich, notadamente em 1935, ele foi declarado "orgulho do NSDAP" por seu trabalho científico. No mesmo ano, ele recebeu a placa Rudolph Virchow e, em 1940, a Medalha Goethe de artes e ciências de Hitler. Em março de 1941, ele foi recebido como um convidado de honra para a conferência de abertura do "Instituto para o Estudo da Questão Judaica" de Alfred Rosenberg. O único comentário registrado de Günther foi que a reunião foi enfadonha.
Após a Segunda Guerra Mundial, Günther foi colocado em campos de internamento por três anos até que se concluiu que, embora fizesse parte do sistema nazista, ele não foi um instigador de seus atos criminosos, tornando-o menos responsável pelas consequências de suas ações. A Universidade de Freiburg veio em sua defesa no julgamento do pós-guerra. No entanto, mesmo após a queda da Alemanha nazista, ele não revisou seu pensamento, negando o Holocausto até sua morte. Em 1951 publicou o livro Como escolher um marido em que ele listou boas qualidades biológicas para procurar em parceiros de casamento. Ele continuou a argumentar que a esterilização deveria permanecer uma opção legal e minimizou a esterilização obrigatória usada na Alemanha nazista. Outro livro de eugenia foi publicado em 1959, no qual ele argumentava que pessoas não inteligentes se reproduziam numericamente na Europa, e a única solução era o planejamento familiar patrocinado pelo Estado.

## Teorias raciais
As teorias de Günther surgiram da ideologia nórdica predominante na época. Eugen Fischer, professor de antropologia em Freiburg, foi um defensor influente dessas ideias e lecionou na Universidade Albert Ludwigs quando Günther estudou lá.
Günther escreveu que uma raça pode ser identificada da seguinte maneira.
Uma raça se mostra em um grupo humano que está separado de todos os outros grupos humanos por sua própria combinação adequada de características corporais e mentais e, por sua vez, produz apenas seus semelhantes. 
Esta definição de "raça" foi usada na propaganda nazista.
Günther em seus escritos foi rápido em marcar a distinção entre "raça" e " Volk ". Ele reconheceu que tanto os alemães quanto os judeus não eram "raças" no sentido mais estrito da palavra, mas pensou que não faria mal se referir a estes últimos como tal em obras raciais populares não científicas. Da mesma forma, ele rejeitou o uso de "ariano" e "semítico" como termos raciais (ele argumentou que eram apenas termos linguísticos) e afirmou que considerá-los como tais causaria mais problemas na distinção entre alemães e judeus.
Günther descreveu em um capítulo de uma de suas obras "Características raciais do povo judeu" que os judeus pertenciam predominantemente à "raça do Oriente Próximo" (Vorderasiatische). Ele pensava que os judeus haviam se tornado tão misturados racialmente que poderiam ser considerados uma "raça de segunda ordem". Ele descreveu os judeus Ashkenazi como sendo uma mistura de Oriente Próximo, Oriental, Báltico Oriental, Interior-asiático, Nórdico, Hamita e Negro, e Judeus sefarditas como uma mistura de Oriental, Oriente Próximo, Ocidental, Hamita, Nórdico e Negro. Ele acreditava que os judeus tinham características físicas diferentes dos europeus.
Günther em seu livro de 1927 The Racial Elements of European History delineou as diferenças entre as definições raciais e linguísticas:
Encontramos, em geral, as noções mais confusas sobre como os povos europeus são compostos por várias raças. Frequentemente ouvimos, por exemplo, falar de uma 'raça branca' ou uma 'raça caucasiana', à qual dizem que pertencem os europeus. Mas provavelmente, se ele perguntasse, ninguém poderia nos dizer quais são suas características corporais. É, ou deveria estar, bastante claro que uma "raça" deve ser incorporada a um grupo de seres humanos, cada um dos quais apresenta a mesma imagem física e mental. As diferenças físicas e mentais, no entanto, são muito grandes, não apenas dentro da Europa (muitas vezes chamada de casa da raça 'branca' ou 'caucasiana') e dentro de cada um dos países nela, mas mesmo dentro de algum pequeno distrito em um dos último. Portanto, não há 'raça alemã', 'raça russa' ou 'raça espanhola'. Os termos '

As pessoas podem ser ouvidas falando de uma raça 'germânica', 'latina' e 'eslava'; mas é imediatamente visto que naquelas terras onde línguas germânicas, românicas ou eslavas são faladas, há a mesma variedade desconcertante na aparência externa de seus povos, e nunca qualquer uniformidade como sugere uma raça.
Vemos, portanto, que os grupos humanos em questão - os 'alemães', os 'latinos' e os 'eslavos' - formam uma combinação linguística, não racial.

A consideração a seguir provavelmente será suficiente para manter os agrupamentos raciais e linguísticos distintos um do outro. Um negro norte-americano - um homem, isto é, falando inglês americano, uma língua germânica, como sua - é um alemão, entendendo esse termo em seu sentido mais amplo? A resposta usual seria: Não; pois um alemão é alto, louro e de olhos brilhantes. Mas agora surge uma nova perplexidade: na Escócia, são encontrados muitos homens e mulheres altos, louros, de olhos claros, que falam keltic. Existem, então, Kelts que se parecem com 'alemães'? É de Kelts (de acordo com uma crença ainda predominante no sul da Alemanha) que as pessoas escuras e baixas da Alemanha vêm. Muitos dos antigos gregos e romanos são descritos como alemães. Homens e mulheres louros e de olhos claros não raramente são encontrados no Cáucaso. Há italianos de aparência "germânica". Fiz as medidas antropométricas de um espanhol com essa aparência. Por outro lado, há muitíssimos alemães, homens pertencentes, isto é, a um povo que fala uma língua germânica, que não têm nenhuma aparência germânica.
Günther dividiu as populações europeias em seis raças: nórdica, fálica, oriental, ocidental, dinárica e báltica oriental. "Ocidental" e "Oriental" eram, na prática, alternativas para os termos mais amplamente usados " Mediterrâneo " e " Alpino ". A raça "Fálica" foi uma categoria secundária abandonada em muitos de seus escritos.
Günther em seu livro Rassenkunde des deutschen Volkes (Ciência Racial do Povo Alemão) classificou os alemães como pertencentes às raças nórdica, mediterrânea, dinárica, alpina e báltica oriental. No livro, ele defendeu que os alemães evitassem a mistura de raças.
Em oposição aos nórdicos estavam os judeus, que eram "uma coisa fermentada e perturbada, uma cunha introduzida pela Ásia na estrutura europeia". Günther argumentou que os povos nórdicos deveriam se unir para garantir seu domínio.
Embora Günther parecesse admirar os mediterrâneos e dinâmicos, bem como os altamente elogiados nórdicos, a raça do Báltico oriental era considerada inferior em quase todos os casos que Günther a mencionou em seu livro The Racial Elements of European History.
Günther acreditava que os eslavos eram de uma "raça oriental" separada da Alemanha e dos nórdicos e alertou sobre a mistura de "sangue alemão" com o eslavo.
Entre os discípulos de Günther estava Bruno Beger que, após a expedição alemã de 1938–39 ao Tibete, concluiu que os povos tibetanos tinham características que os colocavam entre as raças nórdica e mongol e, portanto, eram superiores a outros asiáticos orientais.

## Influência em Adolf Hitler
Timothy Ryback, que examinou os livros recuperados da coleção particular de Adolf Hitler, observa que Hitler possuía seis livros de Günther, quatro dos quais eram edições diferentes da Rassenkunde des deutschen Volkes (Ciência Racial do Povo Alemão). Estes foram dados a ele pelo editor de Günther, Julius Lehmann, que inscreveu três deles. A primeira, uma terceira edição de 1923, é para "o campeão de sucesso do pensamento racial alemão", enquanto a edição de 1928 traz uma "saudação de Natal". A décima sexta edição de 1933, com um apêndice detalhado sobre os judeus europeus, mostra sinais de uso prolongado e sustentado. Lehmann o dedicou ao "pioneiro do pensamento racial". Ryback observa que Hitler incluiu o livro de Günther em uma lista de livros recomendados para todos os nazistas lerem.